# Крутоголов, Игорь
Игорь Крутоголов (род. 1976, Ташкент, Узбекистан) — израильский музыкант, композитор, мультиинструменталист, певец, музыкальный продюсер, графический дизайнер, художник, лидер и основатель групп «Крузенштерн и пароход» («KIP») и «Igor Krutogolov’s Toy Orchestra».

## Биография
Игорь Крутоголов родился в 1976 году в Ташкенте, столице Узбекистана. Любовь к музыке проявилась в возрасте 12 лет после прослушивания Восьмого квартета Шостаковича. В 1989 году играл на ударных в панк-группе в Ташкенте. После окончания школы в 1992 году эмигрировал с родителями в Израиль.

## Музыкальная карьера

### Раннее творчество
Творческий путь музыканта Игорь Крутоголов начал вскоре после репатриации в Израиль. Начиная с 1997 года он активно работает на израильской инди-сцене под псевдонимом Igor18 в качестве композитора, бас-гитариста, вокалиста, а также дизайнера обложек для альбомов. В этот период Крутоголов сотрудничает со многими израильскими музыкантами, такими как Руслан Гросс, Вадим Гусис, Вера Агниволок, Слава Смеловский, Антон Вайс и др., играет на бас-гитаре, ударных, экспериментирует с нестандартными музыкальными инструментами (пила, смычок, детские игрушки).
Вместе со своим приятелем Русланом Гроссом, кларнетистом и басистом «Rabies Caste», с которым познакомился в 1995 году, участвует в экспериментальном проекте «The Crossfishes», объединившем израильских андеграундных музыкантов и записывающем живые импровизационные концерты с постоянно меняющимся составом в стиле нойз и джаз. Также играет на бас-гитаре в составе группы «Агниволок» и пишет музыку для альбома «Скульптор», который выходит в 2002 году на немецком лэйбле «Stateart» на виниле, тиражом в 500 экземпляров. В 2006 году альбом был переиздан израильским лейблом «Eastern Front». Крутоголов также участвует в записи альбома «Cherries» в составе группы «Агниволок», записанного в 2001 году и изданного в 2006 году на «Eastern Front». Второй трек альбома, «The Golden Skull», вышел в июле 2002 года на сборнике израильской постиндустриальной музыки «Tel Aviv Aftermath», первом релизе израильского лейбла «Topheth Prophet». На этом же сборнике выпущены и другие совместные работы Крутоголова: «Make Law» в составе группы «New Jerusalem Defense Force», трек «Live 23.10.2001», часть живого выступления «The Crossfishes», а также выдающийся сольный трек «About A Man Falling Apart». Также Крутоголов выпускает сольные треки на сборниках электронной музыки: «Hunt For Butterflies» и «-+» — на сборнике «Intercontinental Zvukoprocessing» (2004); «Gurtuk» — на сборнике «Grannittin» (2006). В 2005 году Крутоголов участвует в записи живого концерта с участием «The Crossfishes» в клубе «Vortex» в Тель-Авиве, вышедшем на сборнике «Noisemass 2005» (2006). В 2006 году Крутоголов выпускает альбом «Festivemood» на немецком лейбле «Apocalyptic Radio» ограниченным тиражом в 50 экземпляров (запись живого выступления с Русланом Гроссом и Антоном Вайсом в Тель-Авиве).
Игорь Крутоголов тесно сотрудничает с израильским музыкантом Вадимом Гусисом («Chaos As Shelter») в ряде электронных проектов. В 2002 году музыканты записывают альбом «Locust Wind» на итальянском лейбле Pre Feed. В 2003 году Крутоголов и Гусис объединились с американским музыкантом Дэвидом Браунстедом («Tidal») и выпустили альбом «Ingathering of Exile» на американском лейбле «Ground Fault Recordings». В том же году к ним присоединился Эрик Вуд («Bastard Noise») для записи альбома «The Geometry of Soul», выпущенного на «Topheth Prophet» в июле 2003 года. Также Крутоголов совместно с Вадимом Гусисом записывается на сборниках электронной и индустриальной музыки «Infernal Proteus» (2002) и «Tonal Destruction [II]» (2003), выпущенных на американских лейблах.
В 2005 году Крутоголов и Гусис принимают участие в экспериментальной коллаборации группы «Grundik+Slava» с израильской певицей Викторией Ханной в альбоме «Frogs» (2005), совместном релизе «Topheth Prophet» и «Auris Media Records». Импровизационные записи вокалистки комбинируются с синтезаторной эмбиент-электроникой, нойз-импровизациями, дрон-органикой, трайб-этнической ритмикой. Крутоголов также участвует в записи живого джазового концерта «Live at Levontin 07.04.2008» (2009) совместно с Грюндиком Косянским и Славой Смеловским («Grundik+Slava»).
В 2009 году Крутотолов участвует в проекте Вадима Гусиса «Thunderwheel» и записывает два альбома: «Credo» (2009) и «Lumberjack Blues» (2010). Последний также выходит на виниле. Альбом «Credo» получил положительные рецензии, вышедшие в ряде музыкальных изданий на разных языках Особенностью альбома является игра на необычных музыкальных инструментах, таких как аналоговый синтезатор, терменвокс, а также пила, на которой играет Крутоголов, и которая придаёт особое звучание всему альбому. В обоих альбомах звучит бас-гитара, гитара, перкуссия и вокал Крутоголова.

### Дальнейшие совместные проекты
Игорь Крутоголов активно участвует в авант-рок и джазовых фестивалях и импровизационных концертах совместно с японскими и израильскими джазовыми музыкантами: Кадзутоки Умэдзу, Тацуей Ёсидой, Асифом Цахаром, Хагаем Ферштманом («Monotonix»), Даниэлем Саридом, Ариэлем Армони, Ариэлем Шиболетом, а также с японским эсперименталистом Казуюки Кишино (KK Null). Некоторые из живых импровизационных концертов были выпущены в виде альбомов: «Live in The Head» (2008) — совместно с японским барабанщиком Тацуей Ёсидой и израильским саксофонистом Асифом Цахаром, «Hot Exhaust» (2010) и «Cold Exhaust» (2020) — с Асифом Цахаром и израильским барабанщиком Хагаем Ферштманом, «Live At Levontin 7» (2012) — с израильским пианистом Даниэлем Саридом и израильским барабанщиком Ариэлем Армони, «Quit Silence» (2020) — с израильским саксофонистом Ариэлем Шиболетом.
Игорь Крутоголов записывает несколько альбомов с японским писателем и экспериментатором Кэндзи Сиратори: «Chaos Cell», «Ancient Device» (2009), «Archaic Sky» (2009), «WHNZ:15:KATER» («Dark Water») (2010). Это рассказы, начитанные Кэндзи Сиратори под электронный дарк-эмбиент Крутоголова (орган, акустическая гитара, струнные инструменты, перкуссия, звуковые эффекты).
В 2013 Крутоголов участвует в записи альбома «Хора хаслама!» израильской панк-рок-клезмер группы «Ха-Билуим», на пиле и рожке.
В 2018 году Крутоголов записывает экспериментальную 12-минутную кавер-версию песни «Весёлый разговор» совместно с израильской певицей Светланой Бень для трибьют-альбома «Весёлый разговор» (2018), посвящённого Александру Галичу.
Игорь Крутоголов тесно сотрудничает с российским музыкантом-перформансистом Псоем Короленко в ряде проектов. В составе израильского авант-фолк-проекта «Psoy & Oy Division» (на пиле) участвует в записи и презентации альбома «Dicunt» (2013) совместно с панк-клезмер группой «Oy Division» Ноама Энбара («Ха-Билуим»). Презентация альбома состоялась 22 августа 2013 года в Москве. В составе проекта «Psoy & The Israelifts» (на пиле и бас-гитаре со смычком) участвует в записи альбомов «Goy Hands» (2017) и «Equine Canine Soldier Whore» (2017). Презентация альбома «Equine Canine Soldier Whore» состоялась на сборном концерте, посвящённом пятидесятилетию Псоя Короленко, 29 апреля 2017 года в Тель-Авиве. На этом же концерте были представлены композиции из альбома «HHHH №2 ПППП» (2015), совместного проекта Игоря Крутоголова и Псоя Короленко в новом экспериментальном жанре «ПППП» — Песенно-Поэтический Полу-Перформанс (Крутоголов на пиле, фортепиано, голос, шумовые эффекты). В 2020 году Крутоголов участвует в записи альбома «The Unternationale: The Fourth Unternational» (2020) для проекта «Daniel Kahn, Psoy Korolenko, Oy Division» (перкуссия, шумовые и звуковые эффекты) совместно с «Oy Division» и немецкой клезмерской группой «Daniel Kahn & the Painted Bird».

### Сольные альбомы
Игорь Крутоголов выпустил три сольных альбома: экспериментальный нойз «Muzika Elektronika» (2005), вышедший на четырёх лейблах («Esc.rec.», Нидерланды, «T'an!Kaven!!Ash!!!», Израиль, «Operator Produkzion», Россия, «Heart Shaped Box Prod.», Россия), неоклассический эмбиент «White» (2006), совместный релиз «Topheth Prophet» и «Auris Media», и электронный «1970s Uzbek Electronic Music» (2019), выпущенный на аудиокассетах.

### Крузенштерн и пароход
В 2002 году Крутоголов основывает группу «Крузенштерн и пароход»: Игорь Крутоголов (бас-гитара, вокал), Руслан Гросс (кларнет), Гай Шехтер (ударные). Дебютный альбом группы, «The Craft of Primitive Klezmer», вышел в 2003 году на израильском лейбле «Auris Media Records» и сопровождался несколькими выступлениями в Израиле и Европе. Альбом имел большой успех, его сравнивали с лучшими записями серии «Radical Jewish Culture», издававшейся на лейбле «Tzadik» Джона Зорна.
В ноябре 2004 года «Auris Media Records» выпускает бутлег группы, «Live In Karaganda», выступление, записанное в клубе «Барби» в Тель-Авиве 30 ноября 2004 года. Бутлег был выпущен на CDr и сразу был распродан ограниченным тиражом в 27 копий, каждая из которых сопровождалась уникальной обложкой, разработанной Крутоголовым. В том же месяце вышел второй альбом группы — «Songs». Все песни для альбома написаны Крутоголовым (кроме кавера на песню Джона Зорна «Мехолалот»). Над созданием альбома работал израильский звукорежиссёр Уди Кумран («Авак»).
В 2005 году «Крузенштерн и пароход» записывают живой альбом в репетиционной студии «Noize Rehearsal Studios». Альбом выходит в 2012 году под названием «Noize 2005».
В октябре 2006 года группа выпускает сплит с французским дуэтом «Vialka». К группе присоединяется Ольга Еленская на аккордеоне. Совместное выступление двух групп и презентация сплит-альбома состоялась 27 ноября 2006 года в клубе «Левонтин 7» в Тель-Авиве.
В феврале 2008 года было записано совместное импровиационное выступление «Крузенштерн и пароход» с украинской экспериментальной группой «… и Друг Мой Грузовик» и издано в виде альбома «Melekh» (2008) под общим именем «Грузовик и Крузенштерн».
В 2008 году Крутоголов задумывает создание оперы от имени вымышленного композитора Зелига Рабичняка и записывает альбом «Love for Three Cockroaches» совместно с польской группой «Mitch & Mitch». В записи также приняли участие кларнетист Руслан Гросс («Крузенштерн и пароход») и аккордеонист Борис Марциновский («Charming Hostess», «Panic Ensemble»). Премьера альбома состоялась 17 декабря 2009 года на польском фестивале «OFF Festival» в Катовице, Польша. Альбом вышел в 2010 году и получил восторженные отзывы. Буклет альбома содержит подробную историю жизни и творчества Зелига Рабичняка, специальное приложение, созданное и оформленое Игорем Крутоголовым.
В 2008 году к группе присоединяется аккордеонист Борис Марциновский. Также значительно обновляется музыкальный материал. Группа отходит от еврейско-клезмерских мотивов, музыка становится более сложной, выявляя многогранность композиторского таланта Крутоголова. В декабре 2008 года группа записывает альбом, вышедший в 2012 году под названием «The Hidden Album». В это же время группа записывает экспериментальный альбом в стиле хардкор-джаз-клезмер совместно с американским музыкантом Юджином Робинсоном («Oxbow»), вышедший на пластинке «Hidden Album Volume II» в 2015 году.

### KIV Orchestra
В 2012 году группа «Крузенштерн и пароход» объединяется с Марилиз Фрешвиль и Эриком Борошем из дуэта «Vialka» в совместный проект «KIV Orchestra». Группа отправляется в тур по странам Европы (Франция, Бельгия, Германия, Польша, Чехия, Швейцария) и записывает три альбома: «La Roue» (2012), «Extension» (2013) и «Whole» (2013). В рамках европейского тура музыканты группы участвуют в съёмках фильма о 22-м Фестивале израильской культуры в Кракове, созданного израильским музыкантом Офиром Кутиэлем (Кутиман) для проекта «Thru-City».

### KIP
В ноябре 2015 года «Крузенштерн и пароход» записывают альбом «HYMNS» в студии «DTH Studios» в Москве, после чего состоялась концертная премьера альбома в Культурном Центре «ДОМ» (Москва). Материал альбома кардинально отличается от предыдущих альбомов, поэтому группа меняет название на аббревиатуру «KIP». Сведение и мастеринг выполнил Джеймс Плоткин. В составе группы снова трое участников: Крутоголов, Гросс и Шехтер.
В 2020 году выходит альбом «Songs of Love». Второй трек альбома, «#2», предварительно вышел на металлическом сборнике «Milim Kashot. Vol. 2». Альбом был признан одним из самых лучших метал-альбомов 2020 года по версии издания «Machine Music».

### Фёдоров и Крузенштерн
В 2013 году группа «Крузенштерн и пароход» записывает совместный альбом с лидером группы «Аукцыон» Леонидом Фёдоровым на стихи Дмитрия Озерского — «Быть везде». Презентация альбома состоялась 6 сентября 2013 года в Москве (клуб «Гоголь») и 7 сентября в Питере (клуб «А2»). Презентация в петербургском клубе «А2» была выпущена на DVD в 2014 году. Альбом вышел под совместным именем «Фёдоров и Крузенштерн». Эта коллаборация стала началом длительного и плодотворного сотрудничества Игоря Крутоголова и Леонида Фёдорова.
- В 2015 году выходит их совместный альбом «Взрыв цветов» на стихи Дмитрия Авалиани и Дмитрия Озерского. Альбом записан в несколько этапов как результат живых импровизационных выступлений. Музыка в альбоме принадлежит перу обоих музыкантов.[51] Презентация альбома состоялась в Тель-Авиве, Москве и Санкт-Петербурге в 2015 году. В этом же году выходит мини-альбом «В траве», состоящий из двух композиций — «В траве» и «Взрыв цветов», записанных в студии в несколько ином виде, чем в альбоме «Взрыв цветов»[52].
- В 2016 году Крутоголов участвует в израильской презентации альбома Леонида Фёдорова «Псалмы».[53] Альбом состоит из песен на тексты шести ветхозаветных псалмов, переведённых поэтом Анри Волохонским.[54]

Начиная с 2018 года творческий тандем Игоря Крутоголова и Леонида Фёдорова (дуэт «Фёдоров и Крузенштерн») записывает подряд несколько альбомов:
- «Постоянство веселья и грязи» (2018) на стихи Даниила Хармса. Идея записать альбом принадлежит Игорю Крутоголову, который написал четыре песни для альбома полностью и четыре совместно с Фёдоровым. В альбоме присутствует вокал Крутоголова. В создании и записи альбома также принимала участие Лидия Фёдорова.[55] Презентация альбома состоялась 6 апреля 2018 года в Центральном доме художника в Москве и 8 апреля в Санкт-Петербурге в клубе «Эрарта». За день до петербургской премьеры в разных местах Петербурга появились 14 мешков (по количеству треков в альбоме), в которых находились диски с автографами. Мешки были расставлены по знаковым для Хармса адресам.[56] В 2018 году выходит клип на песню «Гвидон».
- «Гимн чуме» (2019) на стихи А. С. Пушкина, в основном не издававшиеся.[57] В записи альбома также приняли участие Владимир Мартынов на фортепиано, Руслан Гросс («KIP») на кларнете и Лидия Фёдорова (вокал). Выходят клипы на песни «Гимн чуме», «Талисман» и «Цветок».[58][59]
- «Из неба и воды» (2019) на стихи Дмитрия Озерского. Авторы альбома старались добиться того, чтобы вошедшие в него песни как можно меньше походили одна на другую, как композиционно, так и в записи; звучали как можно более разнообразно. Музыка создана совместно Игорем Крутоголовым и Леонидом Фёдоровым уже традиционным для тандема импровизационным способом. «Звуки, будь то записанные в чистом виде на диктофон, мелодии из классических произведений, разговоры на улице или мелодия, переложенная музыкантом на гитарную партию, — все это в результате сплетается в одно звуковое полотно, плавно выходящее одно из другого, записанное с первого дубля или сыгранное „на случай“. Работа Фёдорова-Крутоголова несёт на себе отпечаток сиюминутности, услышанной как бы „один раз“.»[60] Презентация альбома «Из неба и воды» прошла 19 декабря 2019 года в клубе «Морзе» (Санкт-Петербург) и 21 декабря в клубе «16 тонн» (Москва).[61]
- «Блэйк» (2020) на стихи Уильяма Блейка в переводе Александра Дельфинова и Андрея Смурова.[62] В альбом входят 18 песен, снабжённых малобюджетными видеоклипами, созданными во время карантина COVID-19.[63] Музыка написана в соавторстве с Леонидом Фёдоровым. На нескольких треках присутствует вокал Крутоголова. Также Крутоголов задействован в видеоклипах «Больная роза», «Улыбка», «Детский восторг».
- «Ашера» (2023) на поэму «Песни срубленной Ашеры» израильского поэта и культуролога Михаила Короля.[64] Крутоголов и Фёдоров пишут музыку в своей традиционной манере, придавая каждому треку неповторимое звучание и стиль. Каждая песня посвящена определённому богу угаритского пантеона. Альбом впоследствии стал саундтреком для одноимённого фильма-балета в постановке хореографа Анны Озерской.[65] (см. ниже Работа в театре и кино)

### Оркестр игрушек Игоря Крутоголова

#### Igor Krutogolov’s Karate Band
В 2005 году Игорь Крутоголов основал группу «Igor Krutogolov’s Karate Band». Идея проекта заключалась в создании музыки только при помощи игрушечных музыкальных инструментов и игрушек. В состав группы вошли 11 участников: Игорь Крутоголов (композитор, игрушечная гитара, игрушечный кларнет, вокал), Руслан Гросс (игрушечная гитара), Гай Шехтер (игрушечные барабаны), Ольга Еленская (игрушечные клавишные), Идо Азария (игрушечный кларнет), Виктор Левин (игрушечный кларнет), Леонид Улицкий (игрушечный саксофон), Григорий Бадо (игрушечная труба), Татьяна Богославская (игрушечный ксилофон), Эйнав Коэн (резиновые игрушки) и Шелли Дублински (резиновые игрушки). Первое выступление группы состоялось 7 апреля 2005 года в клубе «Зелёный енот» в Тель-Авиве после литературного вечера писателя Владимира Сорокина.
В этом же году вышел первый альбом группы — «Children 4 Muzik». Музыка в альбоме представлена разными стилями и описана как экспериментальная шумовая комедия. В ноябре 2005 года группа выступила с новым альбомом на фестивале авангардной музыки в клубе «Zappa» в Тель-Авиве.
В 2006 году группа записывает 56-минутную кавер-версию на композицию «Consume Red» японского музыканта Отомо Ёсихидэ, выпущенную в виде альбома «Plays Ground Zero: Consume Red» в 2021 году во время пандемии COVID-19.
В 2014 году группа выпускает альбом «How to Be a Crocodile». Презентация альбома состоялась 27 февраля 2014 года в клубе «Левонтин 7» в Тель-Авиве. Группа записывает песни на тексты на выдуманном языке, написанные Игорем Крутоголовым под псевдонимом Mursulik. В альбом также вошла песня на стихи Даниила Хармса «Журавли и корабли». Альбом записан в обновлённом составе: Игорь Крутоголов (игрушечная гитара, вокал, игрушечный аккордеон, игрушечные шумовые эффекты), Гай Шехтер (игрушечные барабаны), Виктор Левин (игрушечный кларнет), Михай Чарнеа (игрушечный кларнет), Наоми Розин (игрушечный кларнет), Дрор Пикельный (игрушечный кларнет), Нил Кальман (игрушечный кларнет, игрушечная труба), Слава Френклах (игрушечные клавишные, игрушечное фортепиано), Нив Маджар (игрушечный глокеншпиль, игрушечный ксилофон, свинки) и Инбар Ливне Бар-Он (вокал). Всю музыку в альбоме написал Игорь Крутоголов.

#### Igor Krutogolov’s Toy Orchestra
В 2017 году к игрушечному оркестру присоединяется вокалистка Ям Уми, солистка израильской электронной хардкор-группы «Killing Machine». Благодаря голосу Ям группа приобретает новое звучание и меняет название на «Igor Krutogolov’s Toy Orchestra». Группа записывает пластинку «Roots Over Roots», состоящую из двух кавер-версий: «Roots Over Roots» («Sepultura») и «Over» («Portishead»). К группе также присоединяется израильско-британская певица Йифит Зив («The Hazelnuts/האחיות לוז»). Группа даёт концерт в обновлённом составе 20 декабря 2018 года в клубе «Левонтин 7» в Тель-Авиве.
В 2019 году к группе присоединяется израильский барабанщик Рой Хен («Megason», «Malox»). Группа даёт живой концерт в Москве в рамках культурно-образовательного проекта «Эшколот» при поддержке Посольства Израиля в России. На концерте звучит новый материал группы, включая кавер-версии «Little God in My Hands» («Swans») и «Guerrilla Radio» («Rage Against the Machine»), а также песня «Журавли и корабли» в исполнении Анны Хвостенко. Помимо концерта программа включает мастер-класс для детей, а также участие детей в исполнении песен на сцене вместе с группой.
В 2022 году выходит альбом «Live At Musrara Mix», записанный на фестивале «Musrara Mix Fest 2020», а также два сингла «Bebe La Sangre» (2022) и «Sucky» (2022).
Группа также принимает участие в кино и театральных постановках: в многожанровом шоу Ор Марин «TOYZZZ» (2021) и в съёмках и презентации музыкального фильма Рои Розена «Kafka for Kids» (2022). (подробнее см. ниже Работа в театре и кино)

## Работа в театре и кино

### Музыка для фильмов и театральных постановок
В 2003 году Игорь Крутоголов пишет музыку для анимационного фильма «Wardrobe» японских режиссёров Ямамото Хироми и Такаюки Ивасавы. Крутоголов также создал для фильма куклу главного персонажа. В сентябре 2004 года выходит саундтрек к фильму в виде сольного альбома «Wardrobe». Помимо Крутоголова в записи альбома участвуют Вадим Гусис, Валерий Проков и Кондо Йошиаки.
Крутоголов пишет музыку для ряда театральных постановок израильских режиссёров и хореографов: 
- «Мигова дэше» («С высоты травы») (2006) — междисциплинарный проект хореографа Ирада Мацлиаха (соавтор музыки — Рой Яркони),[78]
- «Мээвер леям» («За морем») (2008) — по стихотворениям Хаима Бялика в постановке режиссёра Алины Эшбаль,[79]
- «Макс и Мориц» (2009) — наративный перформанс в исполнении израильского артиста Зеева Тене по повести Вильгельма Буша «Макс и Мориц» в постановке режиссёра Ишая Карни Экхауза,[80]
- «Халох вашув» («Туда сюда») (2013) — по пьесе Анны Яблонской «Лодочник» в адаптации режиссёра Саши Крейндлина,[81][82]
- «Борот» («Ямы») (2014) — авторская постановка режиссёра Ариэля Бронза и хореографа Марины Балтов,[83]
- «Проект де ла Шмате: Ницнуц» («Проект де ля Шмате: Искра») (2017) — кукольная постановка режиссёра Шарон Сильвер-Марат в исполнении израильских художников-кукловодов Анны Гринбэнд и Игоря Цинового.[84]

### Сотрудничество с Рои Розеном
Начиная с 2010 года, Игорь Крутоголов тесно сотрудничает с израильско-американским режиссёром, писателем и художником Рои Розеном. Первое сотрудничество состоялось в фильме «Out» (2010), в финальной сцене которого Крутоголов играет на пиле и исполняет песню на стихи Сергея Есенина «Письмо матери» под аккомпанемент Бориса Марциновского на аккордеоне. Фильм «Out» стартовал на 67-м Венецианском фестивале в 2010 году и выиграл приз «Orizzonti» за лучший короткометражный фильм. «Out» также был официально номинирован на премию Европейской киноакадемии за лучший короткометражный фильм и получил ряд призов и упоминаний на других кинофестивалях.
В цикле «The Buried Alive Videos» (2013) Крутоголов участвует в качестве актёра, а также автора и исполнителя музыкальных партий в двух эпизодах: «Оживление предметов потребления: Утюжок» и «Оживление предметов потребления: Гибрид». Фильм удостоен особого упоминания на Римском кинофестивале 2013 года в конкурсной программе «Кино XXI», а также выиграл приз за лучший фильм на Международном фестивале экспериментального кино в Бухаресте в 2014 году.
Игорь Крутоголов также пишет музыку для оперы по книге Рои Розена «Vladimir’s Night» (2014). Отрывки из оперы были представлены публике перед показом фильма «The Buried Alive Videos» в рамках 3-го фестиваля «Берлинский документальный форум» в Доме культур мира в Берлине 1 июня 2014 года, а также перед показом фильма «The Buried Alive Videos» в Центре Жоржа Помпиду в Париже 29 июня 2018 года. Отрывки из оперы были представлены в живом исполнении израильской оперной певицы Инбар Ливнэ Бар-Он и израильского пианиста Уди Бонена.
В 2016 году Крутоголов пишет музыку для фильма-оперетты Рои Розена «The Dust Channel». Премьера фильма состоялась на Международном кинофестивале в Марселе 2016 года. Фильм также был представлен на международных кинофестивалях в Вене, Австрия («Viennale 2017»), Мадриде, Испания («FILMADRID 2017»), Сеуле, Южная Корея («Jeonju 2017») и Сиднее, Австралия (2018).
В 2018 году Игорь Крутоголов принимает участие в создании фильма Рои Розена «Kafka for Kids». Крутоголов пишет музыку для фильма, а также предлагает Розену задействовать игрушечный оркестр, что определило направление визуального и звукового оформления фильма. Музыканты группы «Igor Krutogolov’s Toy Orchestra» приняли участие в съёмках фильма в составе игрушечного оркестра. Ям Уми и Йифит Зив получили дополнительные игровые роли. Наброски фильма, включая три песни в живом исполнении игрушечного оркестра «Igor Krutogolov’s Toy Orchestra» с вокалисткой Йифит Зив, были представлены на арт-фестивале «Steirischer Herbst» 22 сентября 2018 года в театре «Graz Orpheum» в Граце, Австрия. Фильм «Kafka for Kids» (2022) стартовал на Роттердамском кинофестивале, Нидерланды («IFFR 2022»), а также был представлен на международных кинофестивалях в Марселе, Франция («FIDMarseille 2022»), Куритибе, Бразилия («Olhar de Cinema 2022»), Лиссабоне, Португалия («Doclisboa 2022»), Вене, Австрия («Viennale 2022») и Копенгагене, Дания («CPH:DOX 2023»). На Международном фестивале документального кино в Марселе («FIDMarseille 2022») фильм был удостоен награды «Camargo Foundation» и главного приза фестиваля «Air France Panavision». Саундтрек к фильму был выпущен на виниле в 2022 году.

### Сотрудничество с Ор Марин
В 2021 году Игорь Крутоголов принимает участие в создании многожанрового проекта «TOYZZZ» совместно с израильской театральной группой под руководством Ор Марин и Орана Нахума. Первоначальным намерением автора постановки было использование существующих песен игрушечного оркестра. Однако в процессе работы над проектом Игорь Крутоголов написал 5 новых песен специально для спектакля и стал соавтором постановки. Группа «Igor Krutogolov’s Toy Orchestra» приняла участие в проекте в качестве музыкантов и актёров, взаимодействующих с танцорами театральной труппы на протяжении всего шоу. Проект «TOYZZZ» стартовал в сентябре 2021 года на Международном фестивале альтернативного театра в Акко, Израиль, и получил несколько наград: за лучшую театральную постановку, костюмы, декорации, музыкальное оформление и пластику, а также почётный приз за музыкальные достижения (композитору Игорю Крутоголову, вокалистке Ям Уми и группе «Igor Krutogolov’s Toy Orchestra»). Шоу «TOYZZZ» было показано на фестивале 11 раз. Широкой публике шоу было представлено в декабре 2021 года в театре «Тмуна» в Тель-Авиве, где музыкальный спектакль прошёл 7 раз.
В 2023 году Крутоголов пишет музыку для танцевального проекта хореографа Ор Марин «Loud and Clear». Презентация проекта состоялась 15 августа 2023 года в «Дерида Денс Центр» в Софии, Болгария.

### В соавторстве с Леонидом Фёдоровым
В 2018 году в соавторстве с Леонидом Фёдоровым Игорь Крутоголов пишет музыку для кинотеатральных показов многодисциплинарного кино-арт-проекта «Дау» российского режиссёра Ильи Хржановского. Премьера проекта «Дау» прошла c 25 января по 17 февраля 2019 года в Париже. Площадками проекта, запущенного при поддержке мэрии Парижа, стали Театр Шатле, столичный Театр де ла Вилль и Национальный центр искусства и культуры Жоржа Помпиду. Крутоголов и Фёдоров написали для проекта около 30 песен. Песня «Небо» неоднократно исполнялась на совместных концертах Крутоголова и Фёдорова и вошла в сольный альбом Леонида Фёдорова «Последний друг» (2021).
В 2021 году Крутоголов совместно с Леонидом Фёдоровым пишет музыку для проекта «Ашера» на поэму израильского поэта и культуролога Михаила Короля «Песни срубленной Ашеры». Крутоголов и Фёдоров пишут музыку в своей традиционной манере, придавая каждому треку неповторимое звучание и стиль. Каждая песня посвящена определённому божеству угаритского пантеона. Песни альбома должны были стать основой для балета-перформанса под живое исполнение музыки, но из-за ограничений COVID-19 балетная постановка была переформатирована в кинопостановку на основе музыкального альбома. Режиссёр и хореограф фильма — Анна Озерская. В актёрский состав вошли 12 актёров, каждый из которых представляет определённого бога. Премьерный показ фильма-балета «Ашера» состоялся 9 августа 2023 года в Москве в кинотеатре «Октябрь» с последующим паблик-током с участниками проекта.

## Дискография

### Саундтреки к спектаклям и фильмам
- 2004 — Wardrobe (реж. Ямамото Хироми и Такаюки Ивасава), CD
- 2006 — מגובה דשא (С высоты травы) (реж. Ирад Мацлиах)
- 2008 — מעבר לים (За морем) (реж. Алина Эшбаль)
- 2009 — מקס ומוריץ (Макс и Мориц) (реж. Ишай Карни Экхауз)
- 2010 — Out/Tse (реж. Рои Розен)
- 2013 — הלוך ושוב (Туда-сюда) (реж. Саша Крейндлин)
- 2013 — The Buried Alive Videos (реж. Рои Розен)
- 2014 — בורות (Ямы) (реж. Ариэль Бронз и Марина Балтов)
- 2014 — Vladimir’s Night (реж. Рои Розен)
- 2016 — The Dust Channel (реж. Рои Розен)
- 2017 — פרויקט דה לה שמעטה: הנצנוץ (Проект де ля Шмате: Искра) (реж. Шарон Сильвер-Марат)
- 2019 — Дау (реж. Илья Хржановский)
- 2019 — Men are wild beasts, you are not like them (реж. Йехонатан Левитас)
- 2021 — TOYZZZ (реж. Ор Марин)
- 2022 — Kafka for Kids (реж. Рои Розен), LP
- 2023 — Loud and Clear (реж. Ор Марин)
- 2023 — Ашера (реж. Анна Озерская), CD

### Сольные альбомы
- 2005 — Muzika Elektronika, CD
- 2006 — White, CD
- 2019 — 1970s Uzbek Electronic Music, аудиокассета

### Крузенштерн и пароход(KIP)
- 2003 — The Craft of Primitive Klezmer, CD (переиздание 2007, CD)
- 2004 — Songs, CD
- 2004 — Live In Karaganda, CD
- 2006 — Kruzenshtern & Parohod / Vialka (сплит), CD (переиздание 2012, LP)
- 2008 — Мелех (совместно с «… и Друг Мой Грузовик»), CD
- 2010 — Love for Three Cockroaches (совместно с «Mitch & Mitch»), CD
- 2011 — Noize 2005, CD
- 2012 — Hidden Album, CD
- 2012 — La Roue (в составе «KIV Orchestra»), CD
- 2013 — Extension (в составе «KIV Orchestra»), CD
- 2013 — Whole (в составе «KIV Orchestra»), LP
- 2015 — Hidden Album Volume II (совместно с Юджином Робинсоном), LP
- 2016 — Hymns («KIP»), CD
- 2020 — Songs of Love («KIP»)

### Igor Krutogolov’s Toy Orchestra (Igor Krutogolov’s Karate Band)
- 2005 — Children 4 Music, CD
- 2014 — How to Be a Crocodile, CD
- 2017 — Roots Over Roots, 7"
- 2021 — Plays Ground Zero: Consume Red
- 2022 — Live At Musrara Mix, CD
- 2022 — Bebe La Sangre (сингл)
- 2022 — Sucky (сингл)

### Совместно сЛеонидом Фёдоровым(«Фёдоров и Крузенштерн», «Фёдоров и Крутоголов»)
- 2013 — Быть везде, CD, LP, DVD (2014)
- 2015 — Взрыв цветов, CD
- 2015 — В траве, LP
- 2018 — Постоянство веселья и грязи, CD
- 2019 — Гимн чуме, CD
- 2019 — Из неба и воды, CD, LP
- 2020 — Блэйк, CD
- 2021 — Ашера, CD
- 2024 — Леопард, CD

### Другие колаборации
- 2002 — Sculptor (в составе «Agnivolok»), LP, CD (2006)
- 2002 — Locust Wind (совместно с Вадимом Гусисом), CD
- 2003 — Geometry of Soul (совместно с Эриком Вудом и Вадимом Гусисом), CD
- 2003 — Ingathering of Exiles (совместно с Дэвидом Браунстедом и Вадимом Гусисом), CD
- 2005 — Frogs (совместно с «Grundik+Slava»), CD
- 2006 — Cherries (в составе «Agnivolok»), CD
- 2006 — Festivemood (совместно с Русланом Гроссом и Антоном Вайсом), CD
- 2008 — Live in the Head (совместно с Тацуей Ёсидой и Асифом Цахаром), CD
- 2009 — Live at Levontin 07.04.2008 (совместно с «Grundik+Slava»), CD
- 2009 — Credo (в составе «Thunderwheel»), CD
- 2009 — Tfila Leyahid/תפילה ליחיד (совместно с Аавивом Геджем), CD
- 2009 — Ancient Device (совместно с Кэндзи Сиратори), CD
- 2009 — Archaic Sky (совместно с Кэндзи Сиратори), CD
- 2010 — WHNZ:15:KATER/Dark Water (совместно с Кэндзи Сиратори), CD
- 2010 — Lumberjack Blues (в составе «Thunderwheel»), CD, LP
- 2010 — Hot Exhaust (совместно с Асифом Цахаром и Хагаем Ферштманом), CD
- 2012 — Live at Levontin 7 (совместно с Даниэлем Саридом и Ариэлем Армони)
- 2013 — !הורה הסלמה (Хора Хаслама!) (в составе «Ха-Билуим»), CD
- 2013 — Dicunt (в составе «Psoy & Oy Division»), CD
- 2015 — HHHH №2 ПППП (совместно с Псоем Короленко), CD
- 2017 — Goy Hands(в составе «Psoy & The Israelifts»)
- 2017 — Equine Canine Soldier Whore (в составе «Psoy & The Israelifts»), CD
- 2020 — The Unternationale: The Fourth Unternational (совместно с Даниэлем Ханом, Псоем Короленко и «Oy Division»), CD
- 2020 — Quit Silence (совместно с Ариэлем Шиболетом), CD
- 2020 — Cold Exhaust (совместно с Асифом Цахаром и Хагаем Ферштманом)
- 2020 — Opera of the Twelfth Hour (совместно с Ником Судником, «ЗГА»)

### На сборниках
- 2002 — About A Man Falling Apart — V/A Tel Aviv Aftermath (сольный трек Igor18), CD
- 2002 — Make Law with — V/A Tel Aviv Aftermath (в составе «New Jerusalem Defense Force»), CD
- 2002 — The Golden Skull — V/A Tel Aviv Aftermath (в составе «Agnivolok»), CD
- 2002 — Live 23.10.2001 — V/A Tel Aviv Aftermath (в составе «The Crossfishes»), CD
- 2002 — Venus Flytrap — V/A Infernal Proteus (сольный трек Igor18), 4xCD
- 2003 — Tengri — V/A Tonal Destruction II (совместно с Вадимом Гусисом), 3xCD
- 2004 — Hunt For Butterflies — V/A Intercontinental Zvukoprocessing (сольный трек Igor18), 2xCD
- 2004 — -+ — V/A Intercontinental Zvukoprocessing (сольный трек Igor18), 2xCD
- 2006 — Untitled — V/A Noisemass 2005 (в составе «The Crossfishes»), CD
- 2006 — Gurtuk — V/A Grannittin (сольный трек), CD
- 2018 — Весёлый Разговор — V/A Весёлый Разговор (совместно со Светланой Бень), CD
- 2018 — Застольная — V/A Decalag: Ten Years Of Jetlag (совместно с Леонидом Фёдоровым), CD
- 2020 — #2 — V/A Milim Kashot. Vol. 2 (в составе «KIP»)
- 2024 — VA x IG Obfuscation, LP